# 赵晁 (北宋)
赵晁（?—?），真定府（今河北省正定县）人，五代十国到北宋将领。
赵晁后晋时在杜重威属下，后来归附郭威。郭威即位为后周太祖，擢升赵晁为作坊副使。显德二年（955年），周世宗改任赵晁为控鹤左厢都指挥使，领贺州刺史。赵晁喜欢聚敛，担任方镇时，以贿赂著称。后周末年，加赵晁为检校太傅。赵匡胤建立宋朝，加赵晁为检校太尉，不久，因病返回京师，死后赠太子太师，再赠侍中。